# Нюансы (музыка)
Нюа́нсы (от фр.  nuance – оттенок, тонкое различие) в музыке — оттенки звучания. Начиная с эпохи барокко обозначаются в нотах стандартизированными буквами (латиницей), словами и словосочетаниями.

## Краткая характеристика
Различаются динамические нюансы, то есть оттенки громкостной динамики (например, forte и piano), и нюансы, описывающие типизированные психологические состояния человека (аффекты), как правило описываемые итальянскими словами (например, dolce – нежно, maestoso – величественно, appassionato – страстно, tranquillo – спокойно).
Нюансы не имеют чётко выраженного значения (например, определённой в децибелах величины forte), а представляют собой лишь относительные, риторические указатели, на которые ориентируется в своей интерпретации исполнитель.